# Justicia hyperdasya
Justicia hyperdasya är en akantusväxtart som beskrevs av Emery Clarence Leonard. Justicia hyperdasya ingår i släktet Justicia och familjen akantusväxter. Inga underarter finns listade i Catalogue of Life.